# 천문학자
천문학자(天文學者)는 행성, 항성, 은하 등 천체 및 여러 천문현상들을 연구하는 과학자이다. 각종 관측 장비를 이용하여 관측된 데이터를 분석하고 통계를 내는 작업을 한다.
역사적으로, 천문학은 우주에서 일어나는 현상을 분류하거나 서술하는 일을 주로 해온 반면, 천체물리학(astrophysics)은 물리법칙을 이용해 이러한 현상들을 설명하고 이해하는 일에 중점을 두었었다. 그렇지만 오늘날에 와서는 천문학자(astronomer)와 천체물리학자(astrophysicist) 사이의 이러한 구분은 무의미해졌다.
전문적인 천문학자들 은 보통 물리학천문학  석사 또는 박사 학위를 받은 후, 국립·사립 연구소나 대학에 고용되어서 일을 하는 사람이다. 천문학자들은 강의, 기기 제작, 천문대 운영 등의 다른 일도 수행 하지만, 주로 연구를 하는데 시간의 대부분을 보낸다. 이러한 전문적인 천문학자들의 수는 상당히 적다. 예를 들면, 북아메리카의 전문적 천문학자들의 조직 중 가장 큰 미국 천문학회의 회원 수는 대략 7000명이다. 이 7000명에는 물리학, 지질학, 공학 등 천문학 연관 분야의 과학자들도 포함되어 있으므로, 실제 천문학자의 수는 이 보다 약간 더 적다. 전 세계적인 조직인 국제천문연맹은 90개국에서 천문학 연구를 수행하는 박사 과정, 혹은 그 이상 수준의 학자10124명으로 구성되어 있다.. 한국천문학회의 회원수는 약 600여명이다.
반면 취미로 천문학을 연구하고 천체들을 관측하는 아마추어 천문학자들의 수는 상당히 많다. 대부분의 큰 도시에는 아마추어 천문학회가 있으며, 정기적 모임과 공개관측행사를 여는 등의 활발한 활동을 한다. 다른 여타 취미처럼, 대부분의 아마추어 천문학자들은 별을 쫓아, 가장 최근의 연구 결과를 공부하는데 시간을 투자한다. 태평양 천문학회는 세계 최대 규모의 일반적 천문학 조직으로, 70개국 출신의 전문가와 아마추어 천문학자 양쪽 모두로 구성되어 있다

## 현대 천문학자들
가장 흔한 천문학자의 이미지는, 산 꼭대기의 어두운 천문대에서 밤하늘을 관측하기 위해 망원경을 들여다 보고 있는 모습이다. 그러나 요즘에는 천문학자들이 아주 큰 망원경에서 직접 접안렌즈를 이용해 관측하는 일은 거의 없다. 대신 CCD 카메라를 이용하여 아주 어두운 천체들의 사진을 찍거나 그 스펙트럼들을 기록한다. 또한 현대 천문학자들은 아주 많은 시간을 천문대에서 보내지 않는다. 천문학자들은 1년에 1-2주 정도를 직접 관측을 수행하는데 쓰고, 나머지 대부분의 시간은 이렇게 얻은 것을 사용하여 연구를 하기도 한다. 이러한 관측 천문학자도 있는 반면에 자료를 얻지 않고 순수하게 이론이나 수치 실험만을 이용하여, 관측된 현상을 해석하거나 예측하는 천문학자도 있다.

## 유명한 천문학자들 이름 명단
- 에라토스테네스 - 지구 둘레 최초로 측정

- 라우디오스 프톨레마이오스 - 주전원을 쓴 천동설로 천체의 움직임을 설명.
- 니콜라우스 코페르니쿠스 - 지동설을 주장.
- 튀코 브라헤 - 정밀한 관측. 혜성이 멀리 떨어져서 일그러진 궤도를 도는 천체임을 발견.
- 요하네스 케플러 - 행성 운동에 있어서 케플러의 법칙을 발견.
- 갈릴레오 갈릴레이 - 처음으로 망원체를 관측. 목성의 위성, 금성의 위상 변화 발견. 또, 지동설을 주장.
- 아이작 뉴턴 - 중력을 발견.
- 에드윈 허블 - 우주의 팽창을 발견.
- 칼 세이건 - SETI, 행성 탐사에 많은 공헌을 함.
- 스티븐 호킹 - 대폭발 우주론을 증명하고, 블랙홀에서 일어나는 복사를 규명.
- 윌리엄 허셜 - 천왕성을 발견, 2500여개의 성운 성단과 800여개의 이중성 발견 항성천문학 시조.
- 히파르코스 - 세차운동 발견
- 존 허셜 - 윌리엄 허셜의 아들, 1등성 밝기는 6등성의 100 배라는 것을 밝힘

## 같이 보기
- 천문학자 목록
- 무슬림 천문학자 목록
- 우주론자
- 분류:대한민국의_천문학자

### 내용주
1. ↑  천문학을 직업으로 하는 사람을 의미한다.